# Ville-en-Selve
Ville-en-Selve é uma comuna francesa na região administrativa do Grande Leste, no departamento de Marne. Estende-se por uma área de 8.84 km², e possui 280 habitantes, segundo o censo de 2018, com uma densidade de 32 hab/km².